# Isopar
Isopar (Hyssopus) är ett växtsläkte i familjen kransblommiga växter.
Släktet har sju accepterade arter:
- Hyssopus ambiguus
- Hyssopus cuspidatus
- Hyssopus latilabiatus
- Hyssopus macranthus
- Hyssopus officinalis
- Hyssopus seravschanicus
- Hyssopus subulifolius